# Greg Brough
Greg Brough, né le 26 mars 1951 et mort le 9 mars 2014, est un nageur australien.

## Biographie
Aux Jeux olympiques d'été de 1968 à Mexico, Greg Brough remporte la médaille de bronze à l'issue de la finale du 1500m nage libre.